# Dorsum Grabau
Dorsum Grabau és un dorsum situat al nord del cràter Timocharis, a la Mare Imbrium de la Lluna. Té 124 km de llarg i va rebre el nom del paleontòleg estatunidenc Amadeus William Grabau el 1976.